# エンドユーザー・デベロプメント
エンドユーザー・デベロプメント（英: End-user development, EUD）とは、エンドユーザーがEUCよりもさらに積極的にシステムの開発に関わるという考え方。